# Yöperhonen
Yöperhonen è l'album di debutto della cantante finlandese Päivi Lepistö, pubblicato nel 2002 su etichetta discografica Universal Music Finland.

## Tracce
1. Mä tuun mä meen – 4:17
2. En kaipaa sua – 3:30
3. Kuinka voit? – 3:48
4. Sun täytyy tietää – 4:02
5. Poissa silmistä – 4:13
6. Saa sataa – 4:01
7. Samaa vanhaa – 3:41
8. Aika mittaa ystävyyttä – 5:16
9. Laiska sunnuntai – 3:35
10. Sano vain – 2:56
11. Yöperhonen – 4:24

## Classifiche
| Classifica (2002) | Posizione massima |
| ----------------- | ----------------- |
| Finlandia         | 18                |